# Mașloc
Mașloc (Hongaars: Máslak, Duits: Blumenthal) is een gemeente in het Roemeense district Timiș en ligt in de regio Banaat in het westen van Roemenië. De gemeente telt 2140 inwoners (2005).

## Geografie
De oppervlakte van Mașloc bedraagt 82,91 km², de bevolkingsdichtheid is 26 inwoners per km².
De gemeente bestaat uit de volgende dorpen: Alioș, Mașloc, Remetea Mică.

## Demografie
Van de 3977 inwoners in 2002 zijn 3387 Roemenen, 155 Hongaren, 31 Duitsers, 100 Roma's en 304 van andere etnische groepen.
Onderstaande figuur toont het verloop van het inwoneraantal vanaf 1880.

## Politiek
De burgemeester van Mașloc is Aurel Dorin Mic (PD).

## Geschiedenis
In 1332 werd Mașloc officieel erkend.
De historische Hongaarse en Duitse namen zijn respectievelijk Máslak en Blumenthal.
Balinț · Banloc · Bara · Bârna · Beba Veche · Becicherecu Mic · Belinț · Bethausen · Biled · Birda · Bogda · Boldur · Brestovăț · Cărpiniș · Cenad · Cenei · Checea · Chevereșu Mare · Comloșu Mare · Coșteiu · Criciova · Curtea · Darova · Denta · Dudeștii Noi · Dudeștii Vechi · Dumbrava · Dumbrăvița · Fibiș · Fârdea · Foeni · Gavojdia · Ghilad · Ghiroda · Ghizela · Giarmata · Giera · Giroc · Giulvăz · Gottlob · Iecea Mare · Jamu Mare · Jebel · Lenauheim · Liebling · Lovrin · Margina · Mașloc · Mănăștiur · Moravița · Moșnița Nouă · Nădrag · Nițchidorf · Ohaba Lungă · Orțișoara · Parța · Pădureni · Peciu Nou · Periam · Pietroasa · Pișchia · Racovița · Remetea Mare · Sacoșu Turcesc · Saravale · Satchinez · Săcălaz · Secaș · Sânandrei · Sânmihaiu Român · Sânpetru Mare · Șag · Şandra · Știuca · Teremia Mare · Tomești · Tomnatic · Topolovățu Mare · Tormac · Traian Vuia · Uivar · Valcani · Variaș · Victor Vlad Delamarina · Voiteg